# Off Festival

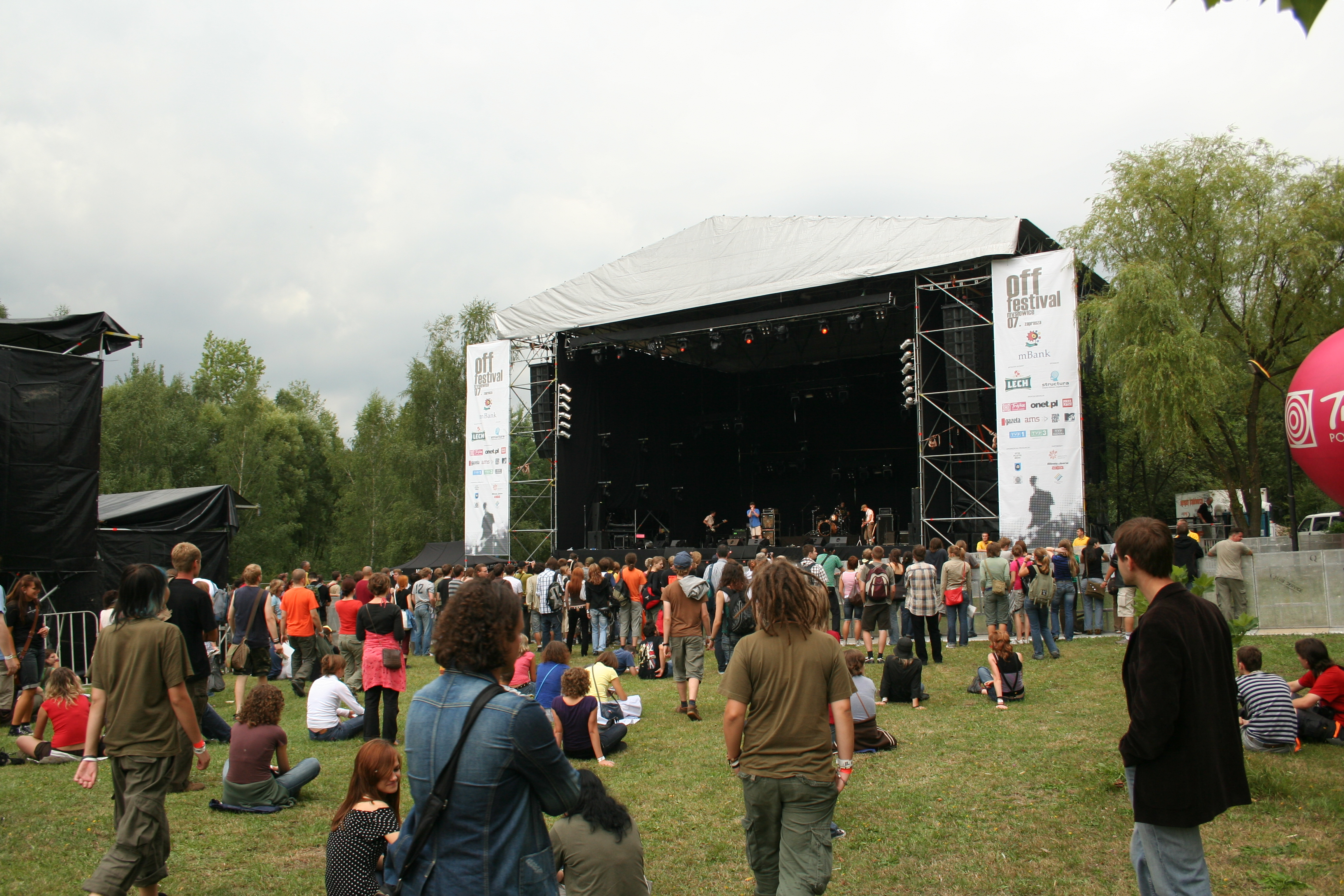
Off Festival 2007

Off Festival is een muziekfestival dat sinds 2006 jaarlijks plaatsvindt in het Słupna Park in Mysłowice, Polen.
De artdirector van het festival is Artur Rojek, voorman van de Poolse band Myslovitz (onder contract bij EMI) (voorheen zat hij in Lenny Valentino). De muziek van het festival sluit aan bij de muzikale koers van Rojeks eigen muziek en programmeert voornamelijk indierock, shoegaze en aanverwante experimentele rockgenre gerelateerde bands. Het is een van de grootste muziekfestivals die jaarlijks in Polen plaatsvindt en het grootste op het gebied van alternatieve rock.

## Editie 2007
Blue Raincoat, Lao Che, Dezerter, Ścianka, Low Freqency in Stereo, Architecture in Helsinki, 19 Wiosen, O.S.T.R, Tymon & Transistors, Bassisters Orchestra, Pogodno, Nosowska, Electrelane, Old Time Radio, Pink Freud, Generał Stillwell, Starzy Singers, Dick4Dick, Piano Magic, Komety, The Complainer, Kobiety, Cool Kids of Death, Warsaw Village Band, Radian, iLiKETRAiNS, Punk.Discorporation, Muariolanza, Strings of Consciousness, PumaJaw, Port Royal, 100nka, The Syntetic, Mietall Waluś Magazine, Boom Pam en DJ's sets

## Editie 2008
Off Festival 2008 vond plaats op 8–10 augustus in het Słupna Park. Onder andere speelden: of Montreal, Menomena, British Sea Power, Caribou, Iron & Wine, Clinic, Singapore Sling, Kammerflimmer Kollektief, Lutosphere (Leszek Możdżer, Bunio, Andrzej Bauer, DAT Politics, James Chance & The Contortions, So So Modern, Kling Klang, Mogwai, Hey, Czesław Śpiewa, Muchy

## Editie 2009
Off Festival 2009 vond plaats op 6–9 Augustus in het Słupna Park. Onder andere speelden:
The National, Final Fantasy, Spiritualized, El Perro del Mar, The Thermals, Casiotone for the Painfully Alone, Frightened Rabbit, These New Puritans, Maria Peszek, Marissa Nadler, The Field, Ólafur Arnalds, The Pains of Being Pure at Heart, High Places, Handsome Furs, HEALTH, Fucked Up, Mark Kozelek, Komety, Crystal Stilts, Wavves, Karl Blau, Wooden Shjips